# Route européenne 32
Pour les articles homonymes, voir E32 et Route 32.
La route européenne 32 (E32) est une route reliant Colchester à Harwich.